# L'ultimo treno della notte (singolo)
L'ultimo treno della notte è un singolo del gruppo musicale italiano Tiromancino, pubblicato il 4 novembre 2016 come terzo estratto dall'album Nel respiro del mondo.

## Il brano
Il brano, scritto da Federico Zampaglione, fa parte della colonna sonora del film Nemiche per la pelle diretto da Luca Lucini con le attrici Margherita Buy e Claudia Gerini.

## Video musicale
Il 4 novembre 2016 viene pubblicato il videoclip del brano diretto dal regista Mauro Russo.

## Tracce
1. L'ultimo treno della notte – 3:08

## Classifiche
| Classifica (2016)         | Posizione massima |
| ------------------------- | ----------------- |
| Italia (airplay italiane) | 7                 |
| Italia (airplay)          | 17                |